# Dean Oliver Barrow
Dean Oliver Barrow (Ciutat de Belize, Hondures Britànica (avui Belize), 2 de març de 1951) és un advocat i polític Belize, i l'actual primer ministre de Belize.

## Formació
Va estudiar a la Universitat de les Índies Occidentals el 1973, i a l'Escola de Lleis Norman Manley de la mateixa Universitat en Mona Campus, a Jamaica, va rebre un Certificat d'Educació Legal en 1975. També estudià a l'Escola de Dret de la Universitat de Miami (1981), institució on va obtenir a més el grau de Màster en Relacions Internacionals.

## Carrera professional i política
Líder del Partit Demòcrata Unit (UDP), és un advocat d'èxit que va treballar com a ministre de Relacions Exteriors des de 1993 a 1998 i va ser el líder de l'oposició des de 1998 fins que la UDP va guanyar el febrer de 2008. Barrow va començar el seu primer mandat com a primer ministre el 2008, continuà un segon mandat el 2012, i aconseguí el tercer en guanyar les eleccions del 4 de novembre del 2015.

## Vida privada
Té 4 fills, sent el major d'ells el raper "Shyne" Barrow. Barrow està divorciat de la també advocada Lois Young. Barrow es va casar per segona vegada el 7 de febrer de 2009 a Savannah, Geòrgia, amb la seva nòvia de molt temps, Kim Simplis, amb qui té una filla, Salima.